# 希爾德峰

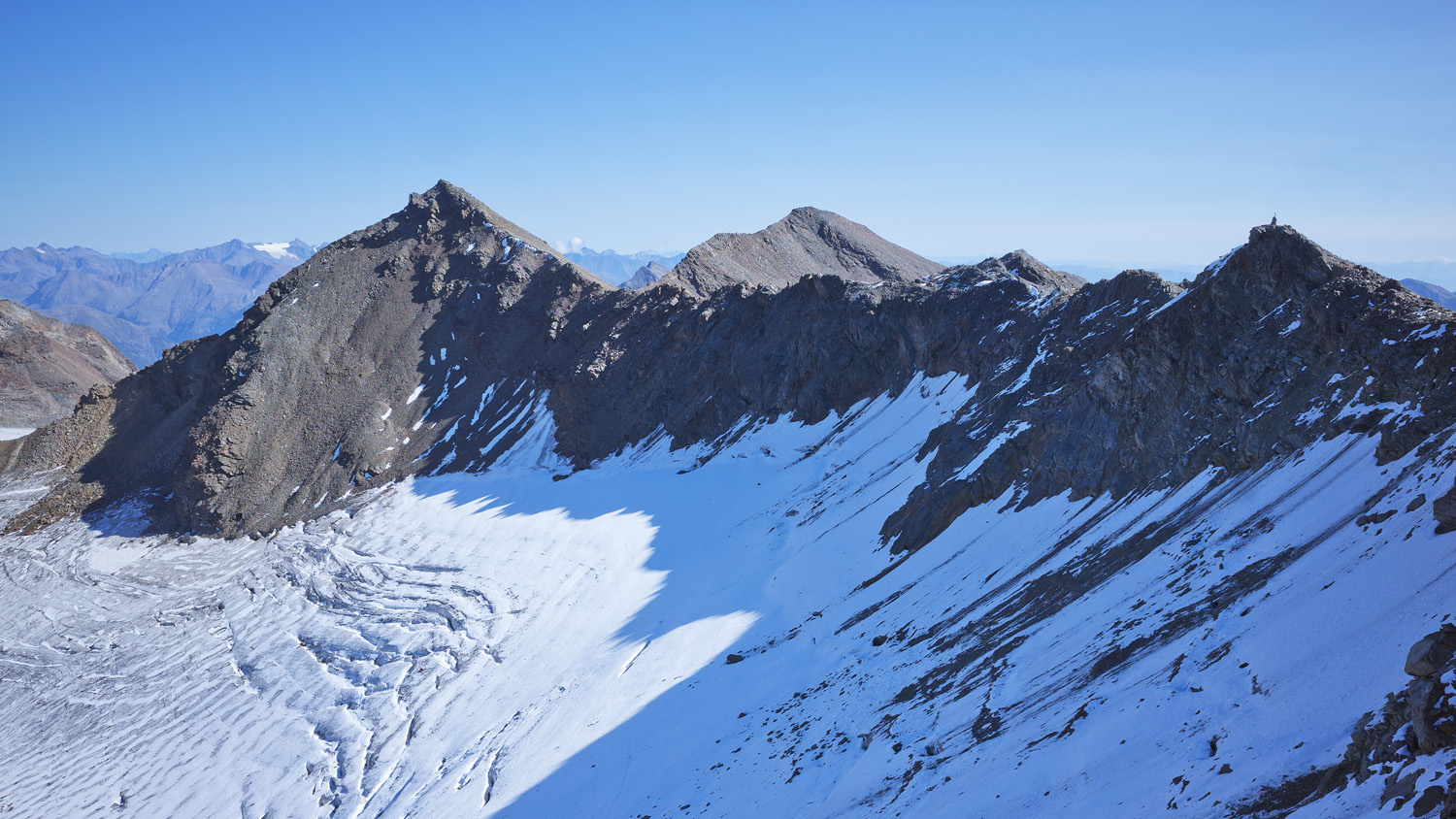

46°31′39″N 10°38′57″E / 46.527533°N 10.649304°E
希爾德峰（義大利語：Schildspitze），是意大利的山峰，位於該國東北部，由博爾扎諾-南蒂羅爾自治省負責管轄，屬於奧特勒阿爾卑斯山脈的一部分，海拔高度3,461米，人類在1868年8月8日首次登頂。